# 赵豪志
赵豪志（1965年5月21日—），山东东明人，汉族，中国共产党党员。中华人民共和国政治人物、现任第十三、十四届全国人大代表。

## 生平
1983年9月，趙豪志考入山东工业大学第一机械工程系，就讀於机械制造工艺及设备专业，畢業後歷任山東機械學校機械廠技術員、校助理講師；1990年10月調入山东省人民政府歷任经济协作办公室科员、副主任科员、主任科员，山东省经贸委技改处主任科员、投资规划处副处长。
2000年6月至2002年12月，歷任广饶县副縣長、黨委副书记。2002年12月至2006年1月，任中共东营市河口区委副书记、区长；2006年1月至2006年12月，任中共东营市河口區黨委書記、區委党校校长；2006年12月任中共广饶县委书记、县委党校校长；2007年1月當選為廣饒县人大常委会主任直至2017年12月不再擔任。2007年3月當選為中共东营市委常委兼任广饶县委书记。2011年11月，不再兼任广饶县委书记。2011年12月至2014年2月，任东营市委常委、市人民政府常務副市长、党组副书记。
2014年1月至2015年1月，任中共东营市委副书记。
2015年1月至2018年10月，任中共东营市委副书记、市政府市长。
2018年2月24日，当选为第十三届全国人大代表。
2018年10月至2020年11月，任新成立的山東省應急管理廳廳長、黨組書記。
2020年11月，任中共青島市委副书记、市政府党组书记。同年12月，任青岛市代市长。2021年1月，当选青岛市市长。
2025年1月，辞去青岛市长一职，转任山东省人大常委会副主任。